# نظرية المعرفة الوراثية
نظرية المعرفة الوراثية أو نظرية المعرفة النمائية هي دراسة لأصول المعرفة (نظرية المعرفة) وضعها عالم النفس السويسري جان بياجيه. تُعارض هذه النظرية نظرية المعرفة التقليدية، وتوحد بين البنائية والبنيوية. اتخذ بياجيه من نظرية المعرفة نقطة انطلاق، وتبنى منهج علم الوراثة، مجادلًا بأن جميع معارف الطفل تتولد من خلال التفاعل مع البيئة.